# 大見武士
大見 武士（おおみ たけし）は、日本の漫画家。
商業誌で活躍するかたわら、髭タク（ひげタク）名義で同人サークル「ガムテで固定」の代表も務めている。

## 作品リスト

### 漫画作品
- 月刊 哀川編集長（『ヤングコミック』2009年4月号 - 2013年2月号）
- Mission!すくーる（『月刊ドラゴンエイジ』2009年7月号 - 2012年1月号）
- ハル姉が僕に××する理由（『月刊ドラゴンエイジ』2013年2月号 - 2014年2月号）
- ちょろこいぞ！休刊さん（『月刊ヤングキングアワーズGH』2017年6月号 - 2017年12月号）
- かみくじむら（『月刊ヤングキングアワーズGH』2018年3月号 - 2020年7月号）
- かみくじむら〜ぬめりロワイヤル〜（『月刊ヤングキングアワーズGH』2020年11月号 - 2021年9月号）
- 世にもHな都市伝説BF（『MEN'S GOLD』連載）
- しあわせのくに（『MEN'S GOLD』連載）
- 男と女のあるある話（『MEN'S GOLD』連載）
- うわさの女（『MEN'S GOLD』2021年11月号 - 連載）
- 人妻特区（『月刊ヤングキングアワーズGH』2022年1月号 - 2023年5月号） - 第1部完。
- 晩花の熱（『MEN'S GOLD』連載）
- テンガ転生 〜おねショタエルフと過ごす倫理不要の異世界ライフ〜（『月刊ヤングキングアワーズGH』2023年9月号[2] - ）

### 書籍
- 『ギリギリズム』少年画報社〈YCコミックス〉、2003年8月28日発売[3]、ISBN 4-7859-2338-5
- 『ネコネコパンチ！』少年画報社〈YKコミックス〉、2005年6月10日発売[4]、ISBN 4-7859-2543-4
- 『ろーぷれ （ぬめりの中の小宇宙）』少年画報社〈YCコミックス〉、2006年11月27日発売[5]、ISBN 4-7859-2720-8
- 『ろーてく 〜輝くぬめりの宇宙へ〜』少年画報社〈YCコミックス〉、2007年11月28日発売[6]、ISBN 978-4-7859-2882-7
- 『完熟マインド』リイド社〈SPコミックス〉、2008年4月30日発売[7]、ISBN 978-4-8458-3390-0
- 『ろーまじ ―我が征くはぬめりの大海―』少年画報社〈YCコミックス〉、2008年12月10日発売[8]、ISBN 978-4-7859-3073-8
- 『月刊 哀川編集長』、少年画報社〈YCコミックス〉2009年 - 2013年、全6巻
- 『完熟ダイアリー』リイド社〈SPコミックス〉、2009年1月27日発売[9]、ISBN 978-4-8458-3628-4
- 『三ッ星お姉さん』リイド社〈SPコミックス〉、2010年1月29日発売[10]、ISBN 978-4-84583-819-6
- 『Mission!すくーる』、富士見書房〈ドラゴンコミックスエイジ〉2010年 - 2012年、全4巻
- 『淫デレお姉さん』リイド社〈SPコミックス〉、2011年1月31日発売[11]、ISBN 978-4-84583-818-9
- 『ハルコさんの新妻レシピ』リイド社〈SPコミックス〉、2011年9月7日発売[12]、ISBN 978-4-8458-3927-8
- 『みっくすパーティー』リイド社〈SPコミックス〉、2012年9月7日発売[13]、ISBN 978-4-84584-170-7
- 『ハル姉が僕に××する理由』、富士見書房〈ドラゴンコミックスエイジ〉2013年 - 2014年、全2巻
- 『KISS MY ASS』、少年画報社〈YKコミックス〉2013年 - 2014年、全2巻
  1. 2013年12月16日発売[14]、ISBN 978-4-78595-186-3
  2. 2014年7月16日発売[15]、ISBN 978-4-78595-337-9
- 『世にもHな都市伝説①』リイド社〈SPコミックス〉、2014年2月7日発売[16]、ISBN 978-4-84584-560-6
- 『完熟ショコラ』リイド社〈SPコミックス〉、2014年4月、ISBN 978-4-84584-564-4
- 『熟れごろHなみっくすパーティ』リイド社〈SPコミックス〉、2015年4月、ISBN 978-4-84584-626-9
- 『誘惑!!もぎたて都市伝説』リイド社〈SPコミックス〉、2015年7月9日発売[17]、ISBN 978-4-84584-561-3
- 『ぼくらのふしだら』、少年画報社〈YKコミックス〉2015年、全2巻
  1. 2015年5月16日発売[18]、ISBN 978-4-78595-547-2
  2. 2015年12月16日発売[19]、ISBN 978-4-78595-682-0
- 『淑女のひめごと 〜オンナたちの都市伝説〜』リイド社〈SPコミックス〉、2016年2月9日発売[20]、ISBN 978-4-84584-661-0
- 『わたしのふしだら』、少年画報社〈YKコミックス〉2016年 - 2017年、全2巻
  1. 2016年7月16日発売[21]、ISBN 978-4-78595-813-8
  2. 2017年4月17日発売[22]、ISBN 978-4-78595-993-7
- 『熟花の告白 〜オンナたちの都市伝説〜』リイド社〈SPコミックス〉、2017年2月9日発売[23]、ISBN 978-4-84584-675-7
- 『ちょろこいぞ！休刊さん』少年画報社〈YKコミックス〉、2017年10月30日発売[24]、ISBN 978-4-78596-108-4
- 『淑女たちの都市伝説～蜜桃のしたたり～』リイド社〈SPコミックス〉、2018年5月10日発売[25]、ISBN 978-4-84585-307-6
- 『かみくじむら』、少年画報社〈YKコミックス〉2018年 - 2020年、全4巻
  1. 2018年9月15日発売[26]、ISBN 978-4-78596-283-8
  2. 2019年6月17日発売[27]、ISBN 978-4-78596-451-1
  3. 2020年3月16日発売[28]、ISBN 978-4-78596-631-7
  4. 2020年9月16日発売[29]、ISBN 978-4-78596-753-6
- 『彼女と僕のいえない秘密 キミがくれたイタ気持ちいいアレの事』リイド社〈SPコミックス〉、2019年8月2日発売[30]、ISBN 978-4-84585-481-3
- 『かみくじむら〜ぬめりロワイヤル〜』少年画報社〈YKコミックス〉、2021年10月14日発売[31]、ISBN 978-4-78597-012-3
- 『世にもHな都市伝説BF』リイド社〈SPコミックス〉、2021年2月2日配信、ASIN B08V1FQP4Z、電子書籍
- 『しあわせのくに』リイド社〈SPコミックス〉、2021年2月13日発売[32]、ISBN 978-4-84585-708-1
- 『テンガ転生 〜おねショタエルフと過ごす倫理不要の異世界ライフ〜』、少年画報社〈YKコミックス〉2024年 - 、既刊2巻（2025年6月16日現在）
  1. 2024年6月17日発売[33][34]、ISBN 978-4-7859-7683-5
  2. 2025年6月16日発売[35]、ISBN 978-4-7859-7959-1
- 『まんえつしごく ローカルうらうら都市伝説』リイド社〈SPコミックス〉、2024年3月11日発売[36]、ISBN 978-4-8458-6582-6
- 『満満 あまんじる』リイド社〈SPコミックス〉、2025年1月14日発売[37]、ISBN 978-4-8458-6858-2

### その他
- 蒼き鋼のアルペジオ -アルス・ノヴァ-（テレビアニメ）再放送版・第1話エンドカード